# Sirona (Unternehmen)
Die Sirona Dental Systems GmbH mit Sitz in Wals im Bundesland Salzburg war eine Unternehmensgruppe im Bereich der Dentaltechnik. Entstanden aus der Dentalspalte der Siemens AG wurde sie 2015 an den US-Dentalkonzern Dentsply verkauft. 

## Produkte
Das Unternehmen war in der Herstellung von Behandlungs- und Diagnosegeräten für Zahnarztpraxen, zahntechnische Laboratorien und Kliniken tätig. Das Produktsortiment reichte von dentalen Kleingeräten über digitale Röntgengeräte bis zu vollständigen Behandlungseinheiten.

## Geschichte
Das Unternehmen entstand 1997 durch ein Private-Equity-Buyout aus der Dentalsparte der Siemens AG. Die Dentalsparte der Siemens AG begann 1877 in Erlangen mit der Fertigung elektromedizinischer Apparate durch den Universitätsmechaniker Erwin Moritz Reiniger. Daraus entstanden 1932 die Siemens-Reiniger-Werke. 1963 wurde dann der Firmensitz in Bensheim gegründet.
Im Juni 2006 wurde das US-amerikanische, auf Röntgenprodukte spezialisierte Unternehmen Schick Technologies Inc., übernommen. Seitdem ist Sirona auch an der Nasdaq notiert.
Seit dem 1. Oktober 2007 hat die Geschäftsleitung zusammen mit einem Stab von ca. 80 Mitarbeitern ihren Sitz in Salzburg. Im Jahr 2012 wechselte dieser Bereich nach Wals in ein neues Zentrum.
Am 15. September 2015 wurde bekannt gegeben, dass die Vorstände des US-amerikanischen Unternehmens Dentsply International und Sirona Dental Systems Inc. einem Fusionsvertrag zugestimmt haben, der zum weltweit größten Hersteller für professionelle Dentalprodukte und -technologien führte. Dieser Zusammenschluss resultierte in einem Unternehmen (Dentsply Sirona) mit der größten Vertriebs- und Serviceinfrastruktur im Dentalbereich mit ca. 15.000 Mitarbeitern.
Das Unternehmen beschäftigte zuvor weltweit mehr als 3.300 Mitarbeiter. Mit knapp 1.400 Mitarbeitern am Standort Bensheim war Sirona der größte Arbeitgeber im Landkreis Bergstraße.